# Eugenia uxpanapensis
Eugenia uxpanapensis là một loài thực vật thuộc họ Myrtaceae. Đây là loài đặc hữu của México.